# Опільська вулиця
Опі́льська ву́лиця — вулиця в Подільському районі міста Києва, місцевість Біличе поле. Пролягає від Паркової до Замковецької вулиці.
Прилучається Полкова вулиця.

## Історія
Виникла у 30-ті роки XX століття під назвою 120-та Нова вулиця. 1944 року отримала назву Вітчизняна вулиця. 
Сучасна назва на честь Опілля — з 2022 року.